# Appie Groen
Albert Geert (Appie) Groen (Groningen, 7 september 1901 – Harendermolen, 27 januari 1964) was een Nederlands voetballer die als aanvaller speelde.
Groen kwam uit voor Be Quick waarmee hij in 1920 landskampioen werd. Hij speelde tussen 1922 en 1926 in totaal vijf wedstrijden voor het Nederlands voetbalelftal waarbij hij eenmaal scoorde. In 1929 verliet hij Be Quick omdat hij in Eindhoven ging wonen vanwege zijn werk bij Philips waar hij tot zijn pensionering zou blijven. In de stad Groningen is de Appie Groenlaan naar hem vernoemd.